# Testamentul lui Orfeu
Testamentul lui Orfeu (titlul original: în franceză Le testament d’Orphée / Ou ne me demandez pas pourquoi) este un film francez din 1960. Filmul este o continuare a lui Orphée prin diverse episoade, independente între ele din punct de vedere narativ.

## Distribuție
- Jean Cocteau – poetul Jean Cocteau / Orfeu
- Jean Marais – Oedip
- Maria Casarès – prințesa
- François Périer – Heurtebise
- Édouard Dermit – Cégeste
- Claudine Auger – Minerva
- Charles Aznavour – curioșii
- Lucia Bosè – o prietenă a lui Orfeu
- Yul Brynner – l’huissier des enfers
- Françoise Christophe – infirmiera
- Gérard Chatelain – l'amoureux
- Michèle Comte – fetița
- Nicole Courcel – mama stângace
- Henri Crémieux – profesorul
- Luis Miguel Dominguín – un prieten a lui Orfeu
- Guy Dute – un om-cîine
- Daniel Gélin – l’interne
- Philippe Juzau – un om-cal
- Jean-Pierre Léaud – Dargelos, l'écolier
- Michèle Lemoigne – iubitul
- Serge Lifar – un prieten a lui Orfeu
- Daniel Moosmann – un om-cal
- Brigitte Morisan – Antigona
- Pablo Picasso – un prieten a lui Orfeu
- Jacqueline Roque – une amie d'Orphée
- Françoise Sagan – o prietenă a lui Orfeu
- Alice Sapritch – regina gitanelor
- Henri Torrès – naratorul
- Annette Vadim / Roger Vadim – prietenii lui Orfeu
- Francine Weisweiller – la dame qui s'est trompée d'époque
- Marie-Josèphe Yoyotte – o gitană

## Date tehnice
Regie: Jean Cocteau.
Producție: Jean Thuillier.
Scenariu: Jean Cocteau.
Distribuție: Jean Cocteau (poetul), María Casares (prințesa / moartea), Edouard Dermithe, François Périer, Yul Brynner, Pablo Picasso, Jean-Pierre Léaud, Nicole Courcel, Claudine Auger, Jean Marais, Charles Aznavour.
Muzică: Georges Auric.
Imagine: Roland Pontoizeau.
Montaj: Jean Cocteau.
Durată: 79 min.